# Sofie Horten
 Ikke at forveksle med Sofie Holten.
Leopoldine Sofie Rosine Horten (født Jacobsen, 14. december 1848 i Svendborg, død 1. juni 1927 i København) var en dansk journalist, redaktør, oversætter og forfatter. Hun var en af de første kvinder som levede af at være journalist i Danmark og det første kvindelige medlem af Journalistforeningen.
Sofie Jacobsen voksede op i Svendborg hvor hun var datter en af snedkermester. Hun flyttede til København i 1870 og i 1874 giftede hun sig med den belgisk fødte konditor og sukkervarefabrikant Heinrich Clemens Horten (1833-ca. 1885). Parret flyttede til Sverige i 1880, men efter problemer i ægteskabet flyttede Sofie Horten tilbage til København og fik skilsmisse i 1884. Hun havde to børn som døde som spæde. Efter skilsmissen levede hun i første omgang ved at drive et pensionat med et tilhørende middagskøkken.
Horten indledte sin karriere som oversætter med at oversætte Victoria Benedictssons roman Penge (svensk: Pengar) i 1885. Hun oversætte adskillige bøger fra tysk, engelsk og svensk gennem sit liv, blandt andet Bertha von Suttners Ned med Vaabnene (1892), Ethel S. Turners (en) Syv Søskende (1895), fortællinger af Lev Tolstoj og Henryk Sienkiewicz' Quo vadis (1911).
I 1888 begyndte Horten at skrive for Sorø Amtstidende. Senere leverede hun også artikler til andre aviser i provinsen og til københavnerbladede Morgenbladet og Dagbladet. Hun rapportede fra en journalistisk rejse til Finland og Rusland i 1893. Horten blev i 1896 redaktør af ugebladet Husmoderens Blad (omdøbt til Hus og Hjem i 1911) og var bladets redaktør til sin død. Han var det første kvindelige medlem af Journalistforeningen (i dag Den Danske Publicistklub). Senere blev hun også medlem af Journalistforbundet og hovedbestyrelsesmedlem i Foreningen af Danske Fagblade og Tidsskrifter.
Horten skrev også flere kogebøger og julehæfter.
Horten var medlem af Kvindelig Fremskridtsforening fra stiftelsen i 1885 og medlem af Dansk Kvindesamfund og Kvindelig Læseforening. Hun var sekretær i Cirklen, en forening for kvindelige musikere, journalister og forfattere fra 1897 til 1910. Hun deltog i kampen for kvinders valgret og var medlem af Kvindevalgretsklubben. Politisk tilhørte hun Venstrereformpartiet. Hun var også medlem af Louiseforeningen der støttede enlige kvinder. Horten bidrog især til kvindesagen og filantropi ved som journalist at skrive om emnerne og de ledende personer inden for kvindesagen.